# Laurynas Gucevičius
Laurynas Gucevičius ( en polaco: Wawrzyniec Gucewicz; 1753-1798) fue un arquitecto del siglo XVIII. Nació en el Gran Ducado de Lituania de la mancomunidad polaco-lituana, y la mayoría de sus obras se encuentran allí.
En su juventud viajó a Italia y París y otros países de Europa occidental, donde estudió arquitectura con los notables arquitectos neoclásicos contemporáneos franceses, Jacques-Germain Soufflot y Claude Nicolas Ledoux. Posteriormente fue nombrado profesor de la Academia jesuita de Vilnius, antecesora de la Universidad de Vilnius. Entre sus obras más conocidas se encuentran la Catedral de Vilnius, el edificio del ayuntamiento y el palacio de verano de los obispos en Verkiai. Su estilo se destaca por la monumentalidad de las formas y los volúmenes, la armonía con el entorno y un tratamiento especial de antiguas formas arquitectónicas.

## Biografía
Laurynas nació en el pueblo de Migonys ( en latín: Migance) cerca de Kupiškis, en el Gran Ducado de Lituania. Como se evidencia en el expediente bautismal, fue bautizado como Laurynas Masiulis. Su padre era Simonas Masiulis, campesino. Su madre, Kotryna Žekonytė Masiulienė, murió a principios de su juventud, y su pariente y madrina Ona Baltušytė Gucevičienė ( en polaco: Anna Gucewicz ), lo apoyó y financió sus estudios. En su honor, cambió su apellido por el de Gucevičius. Asistió a escuelas locales en Kupiškis y Palėvenė y al gimnasium (escuela secundaria) en Panevezys. En 1773 ingresó a la Academia de Vilna. Cursó estudios de ingeniería, asistió a las conferencias sobre arquitectura de Marcin Knackfus. Por ese entonces, se convierte en monje misionero.
Se graduó en 1775 y al año siguiente recibe una beca del rey Estanislao Augusto Poniatowski. Se traslada a Roma junto con un gran número de jóvenes artistas polacos y arquitectos de la época (entre ellos Chrystian Piotr Aigner, Szymon Bogumil Zug, Stanislaw Zawadzki, Szreger Efraim y Jakub Kubicki), donde pasa un año estudiando la arquitectura clásica.

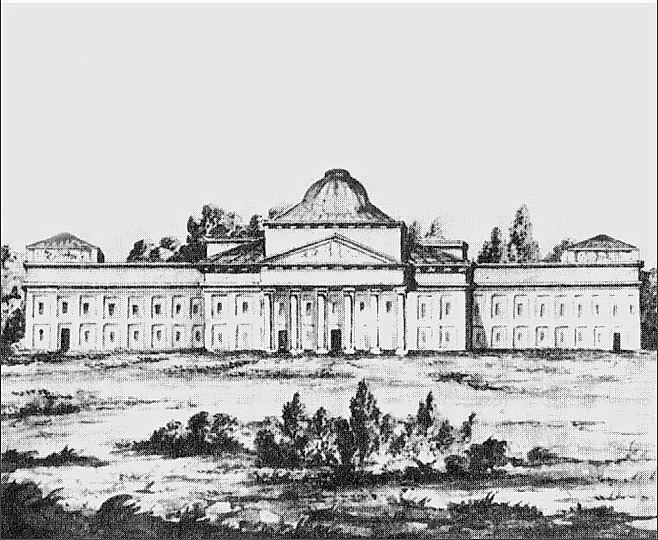
Palacio Central en Verkiai, dibujo previo a su demolición.

En los años siguientes viaja por Europa occidental, donde asiste a conferencias sobre arquitectura y profundiza sobre las obras de los arquitectos más renombrados de la época. Visita Francia, Dinamarca, Suecia y varios estados alemanes. Pasa un año y medio estudiando en París bajo la dirección de Jacques-Germain Soufflot y Claude Nicolas Ledoux. A su regreso, es contratado por el obispo Ignacy Jakub Massalski, para quien diseña y construye el palacio episcopal en Verkiai, posteriormente denominado en referencia a sus propietarios la familia Wittgenstein. El palacio y el complejo arquitectónico del entorno, cuyas obras inició Knackfus que era el tutor de Gucevičius está considerado en la actualidad uno de los complejos clasicistas más destacados de Lituania.
En 1789 Gucevičius es nombrado profesor de arquitectura y topografía de la Escuela de Ingeniería y Artillería de Vilnius. En 1794 también volvió a su alma mater, donde se convierte en profesor de arquitectura civil y titular de la cátedra de ingeniería. En 1794, al estallar la sublevación de Kościuszko, Gucevičius se une a las filas de la guardia civil local y participa en la sublevación de Vilnius contra la guarnición rusa. Es uno de los líderes de la milicia local formada por voluntarios. Herido en una escaramuza cerca de Ashmiany (actual Bielorrusia), fue desmovilizado. A raíz de las particiones de Polonia, cuando Vilna es anexionada por la Rusia Imperial, las nuevas autoridades expulsan a Gucevičius de la academia por su participación en el levantamiento. Sin embargo, en 1797 regresa esta vez como jefe de la recién creada cátedra independiente de arquitectura.

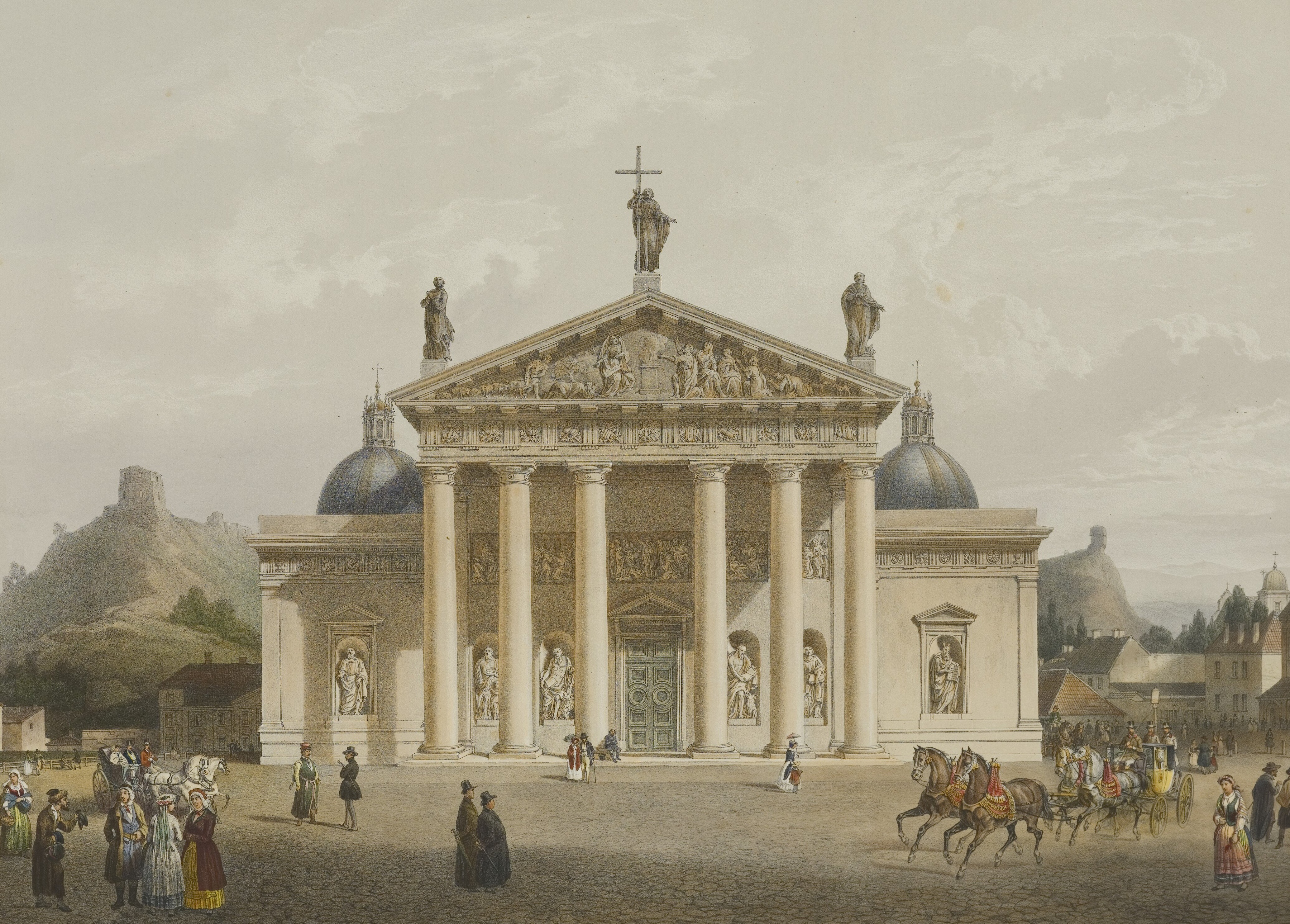
La fachada de la Catedral de Vilnius, como se ve en foto de mediados del siglo XIX.

En esta época Gucevičius crea sus obras más famosas. Primero fue el nuevo ayuntamiento de Vilnius, terminado hacia 1799. También construye un ayuntamiento similar, pero más pequeño en Widze cerca de Bratslav (actualmente Vidzy, Bielorrusia). Entre 1777 y 1801 trabaja para la reconstrucción de la Catedral de Vilnius (que había sufrido muchas reconstrucciones, y era parcialmente barroca) en estilo neoclásico. A veces se dice que su reconstrucción de la catedral, inspirada en un templo romano precedió a la obra de Thomas Hamilton y James Playfair, dos notables arquitectos de Escocia, en introducir al clasicismo en el Reino Unido.
Se le atribuyen una serie de otros proyectos, aunque su autoría no está documentada. Entre ellos se encuentran el palacio de la familia Tyzenhaus en Rokiškis (terminado en 1801), la reconstrucción del castillo en Raudonė para sus propietarios actuales, la familia Olędzki (Olendzki) h. Rawicz y la casa solariega en Čiobiškis. Se cree también elabora diseños de palacios para otras familias de magnates notables de la época, incluyendo Radziwiłł, Sapieha, Pac, Chomiński y Scypion, aunque la destrucción de los archivos durante la Segunda Guerra Mundial II hace difícil resolver la cuestión de manera definitiva. Además, diseña varias casas comerciales en Kretinga y es autor de un mapa topográfico de la zona oeste de la ciudad de Vilnius.
Fallece el 10 de diciembre de 1798, y fue enterrado en el cementerio de Rasos, Vilnius, aunque se desconoce la localización exacta de su tumba. Legó todos sus proyectos y papeles a la Mancomunidad polaco-lituana, y algunos de los bocetos y diseños se conservan en la biblioteca de la Universidad de Varsovia.

## Legado
La vida del arquitecto y sus creaciones han inspirado al poeta lituano Justinas Marcinkevičius a escribir la obra La Catedral.